# 브루스 펜홀

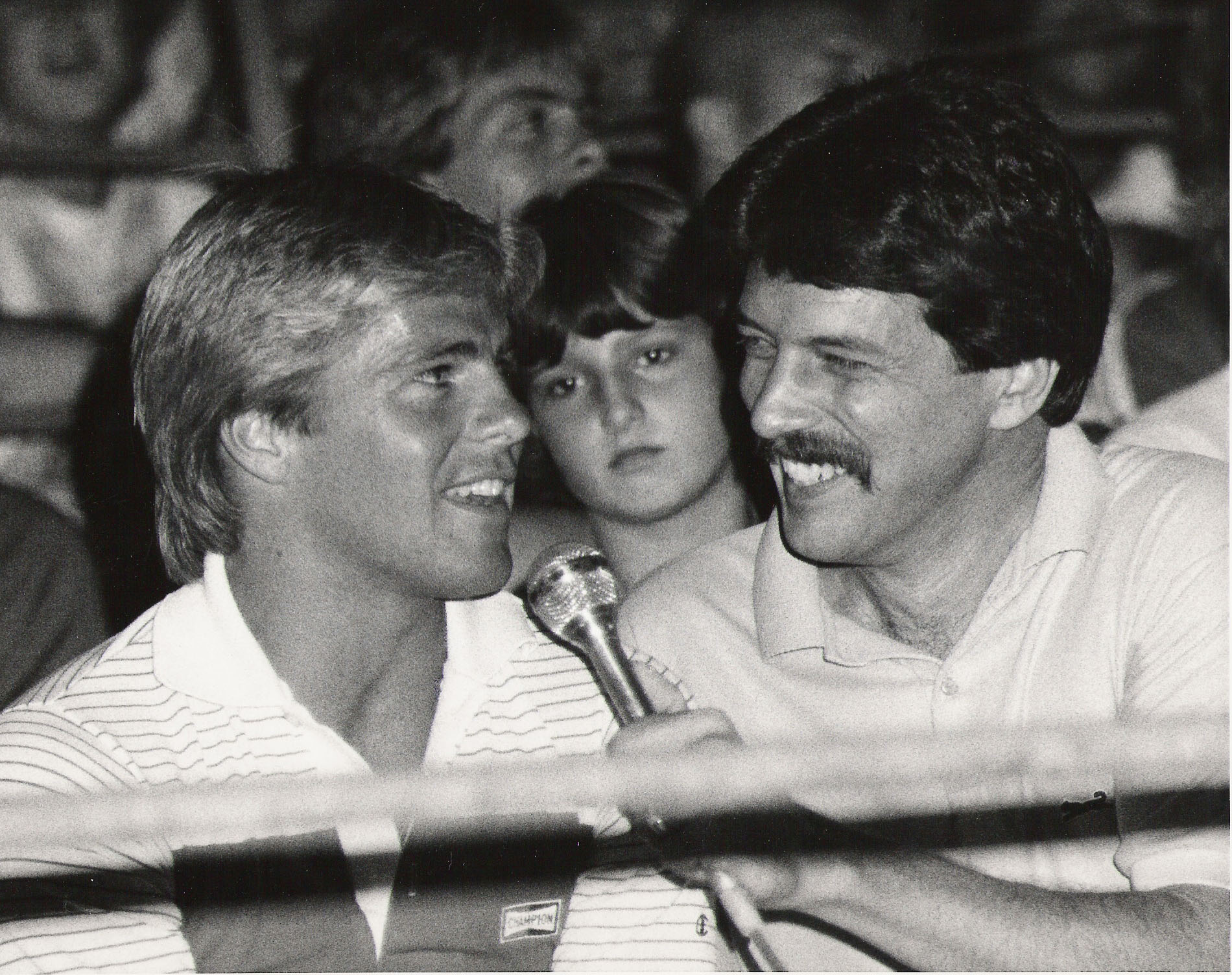

브루스 펜홀(Bruce Penhall, 1957년 5월 10일 ~ )은 미국의 배우, 영화배우, 텔레비전 배우이다.

## 영화
- 더블 에이전트 (1993년) - 크리스 캐넌 역
- 하드 헌티드 (1992년)
- 살인 게임 (1991년) - 브루스 크리스찬 역
- 리오 파괴 작전 (1990년)
- 해변의 음모 (1989년)
- 피카소 트리거 (1988년)
- 기동순찰대 (1977년)